# پرنده زلزله
پرنده زلزله (انگلیسی: Earthquake Bird) یک تریلر روانشناختی محصول سال ۲۰۱۹ و براساس رمانی به همین نام و به کارگردانی واش وستمورلند است.

## داستان
در سال ۱۹۸۹ در توکیو، لوسی فلای، زن جوان مهاجمی، هنگامی که دوستش لیلی در پی یک مثلث عجیبی در عشق با فردی به نام تجی گم شد، مظنون به قتل می‌شود.

## بازیگران
- آلیشیا ویکاندر به عنوان لوسی فلای
- رایلی کیئو به عنوان لیلی بریج
- ناوکی کوبایاشی به عنوان تجی ماتسودا
- جک هیوستون به عنوان باب
- کیکی سوکزانه به عنوان ناتسوکو
- کن یامامورا به عنوان اوگوچی
- آکیکو ایواز به عنوان خانم کاتو

## انتشار
این فیلم پخش جهانی خود را در جشنواره فیلم لندن در ۱۰ اکتبر ۲۰۱۹ برگزار کردو در تاریخ ۱ نوامبر ۲۰۱۹، قبل از پخش دیجیتال در ۱۵ نوامبر ۲۰۱۹ توسط Netflix با انتشار محدود منتشر شد.

## بازخورد
در وب سایت بازبینی جمعی راتن تومیتوز، فیلم دارای رتبه تأیید ۵۰٪ بر اساس ۴۰ بررسی، با میانگین وزنی معادل ۵٫۵۳/۱۰ است. در متاکریتیک، این فیلم دارای رتبه ۴۸ از ۱۰۰، بر اساس نظر ۱۰ منتقد است.